# 旅石支線
旅石支線（たびいししせん）は、かつて福岡県糟屋郡粕屋町の酒殿駅（さかどえき）から同郡志免町の志免駅（しめえき）を経由し、同郡須恵町の貨物駅である旅石駅との間を結んでいた日本国有鉄道（国鉄）の鉄道路線（貨物線）である。
1909年に博多湾鉄道により、海軍炭鉱の石炭輸送を目的として開業した。戦時統合で西日本鉄道（西鉄）の路線（糟屋線旅石支線）となったのち、戦時買収により国鉄（当時は運輸通信省）の路線（香椎線旅石支線）となった。
正式には香椎線の支線であり、「旅石支線」は正式名称ではなく、香椎線の本線（西戸崎駅 - 宇美駅間）と紛らわしいので、部内と地元で酒殿駅 - 志免駅 - 旅石駅間の通称として呼ばれていたもので、旅石線とも呼ばれていた。

## 路線データ（廃止時）
- 管轄：日本国有鉄道
- 路線距離（営業キロ）：酒殿 - 旅石間 3.1 km
- 軌間：1067mm
- 駅数：3（起点及び，中間接続駅を含む）
- 複線区間：無し（全線単線）
- 電化区間：無し（全線非電化）
- 閉塞方式：タブレット閉塞式

## 歴史
志免鉱業所（海軍炭鉱）の志免第五坑の開坑に伴い、産する石炭を輸送する目的で、1909年に博多湾鉄道により酒殿駅 - 志免駅（志免貨物取扱所）間が開業した。線路等級は丙線（これより低等級の簡易線では、重量級の石炭貨物列車の運行が不可能となるため、丙線とされた）で、石炭輸送専用の貨物路線であった。1918年、須恵町の旅石に海軍炭鉱の第六坑が開坑すると志免駅から旅石駅まで延長された。
太平洋戦争中の1942年9月に、陸上交通事業調整法に基づいて筑前参宮鉄道等と共に九州電気軌道に戦時合併されて西日本鉄道が設立され、博多湾鉄道汽船（元の博多湾鉄道）の糟屋線は旅石支線と共に西日本鉄道の路線（西鉄糟屋線旅石支線）となったが、1944年5月に元の筑前参宮鉄道である西鉄宇美線と共に戦時買収され、それぞれ国鉄の香椎線、同旅石支線、勝田線となった。海軍炭鉱が沿線に存在したことが買収の理由とされる。
敗戦に伴う海軍の消滅により海軍炭鉱は日本国有鉄道志免鉱業所となり、蒸気機関車用の石炭採掘として炭鉱は操業を続けた。しかし、国鉄が路線の電化や内燃（ディーゼル）化に本格的に着手（動力近代化計画も参照）すると炭鉱の縮小が始まる。旅石の第六坑の閉坑によって石炭輸送が消滅したため、1960年に旅石駅が廃止され、志免 - 旅石間は廃線となった。この区間は終始石炭輸送専用の路線であった。
その後も志免鉱業所の第五坑の構内の坑口（第五坑・第八坑・立坑）からの出炭があり、酒殿 - 志免間では石炭輸送が続いたが、1964年をもって志免鉱業所は閉坑し、1966年に閉山となって、同線の初期の目的は終了した。一方、主に第七坑の坑口付近を整地舗装の上、自動車販売会社（福岡トヨタ自動車）に駐車場として貸し出したことで、自動車製造工場の最寄り駅である岡多線北野桝塚駅から志免駅まで車運車（ク5000形貨車）による新車の貨物輸送が新たに発生した。また、1962年頃からは、東海道新幹線の東京駅 - 新横浜駅間、小田原駅 - 豊橋駅間、名古屋駅 - 新大阪駅間の盛土高架の基礎として硬山の硬（ボタ）を使用するため、無蓋貨車による工事現場の最寄りまでの輸送が実施された。
しかし、1985年1月1日付で、貨物線で残っていた、酒殿駅 - 志免駅間も廃止され、香椎線旅石支線は全線廃止となった。廃止時点でも駐車場の利用は継続していて、車運用トラックで搬入が続けられていたが、駐車場が新設道路の建設工事等の支障となるので、駅の廃止で敷地を取得した志免町が貸与を中止した。

### 年表
- 1909年（明治43年） - 志免に海軍燃料廠第五坑が開坑したため、志免貨物取扱所を設置。博多湾鉄道が酒殿 - 志免（貨物駅）間の貨物線開業。
- 海軍炭鉱旅石第六坑の開坑により、出炭される石炭の積み出し輸送のため、博多湾鉄道が志免 - 旅石間の貨物線の敷設免許出願。
- 1915年（大正4年）3月11日 - 博多湾鉄道旅石支線として志免（貨物駅） - 旅石（貨物駅）間の貨物線と、旅石駅（貨物駅）が開業し旅石支線が全線開通する。
- 1942年（昭和17年）9月19日 - 陸上交通事業調整法による九州電気軌道、博多湾鉄道、筑前参宮鉄道等の戦時合併で西日本鉄道が設立され、西鉄糟屋線旅石支線となる。筑前参宮鉄道新志免駅（旅客駅）は、西鉄宇美線志免駅として旅石支線の志免駅（貨物駅）に統合され一般駅の志免駅となる。
- 1944年（昭和19年）5月11日 - 戦時買収により運輸通信省が継承。香椎線の旅石支線（貨物支線）となる。元の新志免駅（勝田線志免駅（旅客駅））と志免駅（旅石支線の貨物駅）が大亘連絡線で結ばれる。
- 1949年（昭和24年）- 日本国有鉄道設立により国鉄の香椎線旅石支線となる。
- 1960年（昭和35年）12月15日 - 国鉄志免鉱業所第六坑の閉坑で、旅石駅（貨物駅）からの石炭積み出しが終了したため、旅石駅及び香椎線旅石支線の志免（一般駅） - 旅石（貨物駅）間が廃止される。
- 1985年（昭和60年）1月1日 - 志免駅の貨物取り扱いが廃止され、旅客駅となる。
それまで、国鉄志免炭鉱第七坑の跡地を整地舗装して整備した駐車場を自動車販売会社へ貸し出し、製造工場の最寄駅岡多線北野桝塚駅から自動車運搬用の車運貨車ク5000を使用して志免駅まで運び込み、駐車場で荷卸しを行っていた。ところが貨物列車での搬入は廃止されることになったため、志免駅の貨物取り扱いは廃止され、貨物駅として開業した志免駅は、貨物も取り扱う旅客駅であった普通駅から、わずかな期間ながら旅客だけを扱う旅客駅となる[3][4]。

## 駅一覧
接続路線の事業者名は、旅石支線の廃止時点。全駅福岡県内に所在。
| 駅名         | 駅間キロ | 営業キロ | 接続路線             | 所在地       |
| ------------ | -------- | -------- | -------------------- | ------------ |
| 酒殿駅       | -        | 0.0      | 日本国有鉄道：香椎線 | 糟屋郡粕屋町 |
| 志免駅       | 1.6      | 1.6      | 日本国有鉄道：勝田線 | 糟屋郡志免町 |
| 旅石駅（貨） | 1.5      | 3.1      |                      | 糟屋郡須恵町 |

※（貨）印は、貨物専用駅を示す。

## 廃線跡地の状況
酒殿駅 - 志免駅間
酒殿駅から志免駅までは1985年まで営業されていた。2000年近くまで線路敷にはバラストが残り、その他踏切照明の基礎、一部線路と、須恵川橋梁が残存して、貨物駅の敷地や転轍機、倒された腕木式信号機と踏切警報機が置かれたままになっていた。しかし志免炭鉱跡地およびバス通りの整備を実施し、酒殿駅の南側にある酒殿集落（元の駅舎と駅の出入口は、北側の集落と反対側にあった）からの乗客が、旅石支線の線路敷から駅へ入って来ていたため、プレハブの駅舎の設置と、軌道敷の線路を撤去して、アプローチ道路の建設等が行われ、彼方の硬山と志免鉱業所竪坑櫓以外の設備が消滅した。本線との分岐部は、転轍機と切替ポイントが残っていたが、撤去されて跡地に駐輪場が建設された。
志免駅 - 旅石駅間
志免駅から旅石駅までの間は、早期に廃線されたために鉄道施設は残っておらず、線路敷は町道になっている。志免駅貨物ホーム（バス通りで、バスが北へ曲がる処）の東の端から、段差の付いている細い道があり、ちょうど段差が中心でそこで2本の路地が張り付いているようになっている。段差の上に当たる南側の部分が元の線路敷であり、北側に張り付いていた路地は、北へ直角に曲がって行く。元が線路敷であったために、道幅は単線の線路敷の幅しかなく狭い。しかし、通常の道路に比べてカーブが緩やかなこと、建物の入り口が道路に面しておらず、後ろを向いている様に建てられていることから、この道が元線路敷であることがうかがわれる。しばらく進むと道は徐々に広がり、旅石駅の場内へ進入する。突き当たりには、バス通りがあり福岡県立須恵高等学校が建つ。海軍炭鉱第六坑の跡地に建てられたという。また付近には、JRの寝台列車の寝具を扱っていた「九州鉄道リネンサービス（株）」などがあり、ここが元は国鉄の敷地となっていた証拠もある。宮脇俊三編著のJTBキャンブックス『鉄道廃線跡を歩くIV』p.155の勝田線の頁（浅野明彦著）で、旅石支線に触れており、「志免からさらに旅石（昭和35年[1960]12月15日廃止）へと続いていたが、その跡はよく分からない。」と記されているが、実は地形で判る。